# كورت شميد
كورت شميد (الألمانية السويسرية الموحدة: Kurt Schmid) هو مجدف سويسري، ولد في 11 فبراير 1932 في بار في سويسرا، وتوفي في 2 ديسمبر 2000 في سويسرا.

## وصلات خارجية
- كورت شميد على موقع الاتحاد الدولي للتجديف (الإنجليزية)
- كورت شميد على موقع اللجنة الأولمبية الدولية (الإنجليزية)
- كورت شميد على موقع أوليمبيديا (الإنجليزية)